# Дафт, Гарри
Га́рри Ба́тлер Дафт (англ. Harry Butler Daft; 5 апреля 1866 — 12 января 1945) — английский футболист и крикетист. Выступал за футбольные клубы «Ноттс Каунти», «Ноттингем Форест», «Ньюарк Таун» и «Коринтиан», провёл 5 матчей за национальную сборную Англии. Также провёл 200 матчей за крикетный клуб графства Ноттингемшир.

## Футбольная карьера

### Клубная карьера
Во время учёбы в Трент-колледже Гарри Дафт выступал за футбольную и крикетную команды. В марте 1885 года стал игроком клуба «Ноттс Каунти», однако уже спустя год сменил команду на «Ноттингем Форест», а ещё год спустя — на «Ньюарк Таун». Также с 1887 по 1890 год выступал за «Коринтиан». В 1888 году была основана Футбольная лига. К тому моменту Дафт вновь был игроком «Ноттс Каунти». 22 сентября 1888 года дебютировал в Футбольной лиге в матче против клуба «Сток», в котором «Ноттс Каунти» проиграл со счётом 0:3. 6 октября 1888 года забил свой первый гол в Футбольной лиге в игре против «Блэкберн Роверс» (ничья 3:3). Всего в сезоне 1888/89 Дафт провёл 19 из 22 матчей в Футбольной лиге, забив 8 голов и став лучшим бомбардиром команды.
В сезоне 1890/91 «Ноттс Каунти» занял в лиге третье место, а Дафт провёл 21 матч и забил 6 голов. Также благодаря его «дублю» в матче Кубка Англии против «Бернли» команда вышла в финал, где проиграла клубу «Блэкберн Роверс» со счётом 1:3.
В сезоне 1891/92 Дафт забил 13 голов в 20 матчах лиги, а «Ноттс Каунти» занял восьмое место. В январе 1893 года был дисквалифицирован клубом за неявку, которую он объяснил травмой ноги. Его сразу же подписал «Ноттингем Форест». В 1893 года он провёл за «лесников» 4 матча и забил 1 гол. По окончании сезона 1892/93 Дафт вернулся в «Ноттс Каунти».
В Кубке Англии сезона 1893/94 «Ноттс Каунти» дошёл до финала, обыграв по пути три команды высшего дивизиона («Бернли», «Ноттингем Форест» и «Блэкберн Роверс»). В финальном матче «Ноттс Каунти» на стадионе «Гудисон Парк» обыграл «Болтон Уондерерс» со счётом 4:1, выиграв свой первый (и единственный) Кубок Англии, а также став первым клубом из Второго дивизиона, выигравшим этот трофей.
В общей сложности Гарри Дафт провёл за «Ноттс Каунти» 179 матчей (137 в лиге и 36 в Кубке Англии) и забил 81 гол (58 в лиге, 20 в Кубке Англии).
В 1895 году перешёл в «Ньюарк Таун» из Мидлендской футбольной лиги.
Также Дафт выступал за любительский клуб «Коринтиан».

### Карьера в сборной
2 марта 1889 года Дафт дебютировал за национальную сборную Англии в матче Домашнего чемпионата против сборной Ирландии на стадионе «Энфилд» в Ливерпуле, в котором англичане одержали победу со счётом 6:1.
В 1890 году провёл два матча за сборную, против Уэльса и Шотландии.
7 марта 1891 года забил свой первый гол за сборную в игре против Ирландии. Год спустя, 5 марта 1892 года сделал «дубль» в ворота ирландцев. Это была его последняя игра за сборную Англии.

## Крикетная карьера
Гарри был младшим сыном крикетиста Ричарда Дафта. Как и отец, он также играл в крикет, проведя 190 матчей за крикетный клуб графства Ноттингемшир, а также представлял «Джентльменов» в игре против «Игроков», «Север» в игре против «Юга».
Играть в крикет начал в команде Трент-колледжа, после чего выступал за крикетный клуб графства Ноттингемшир. В 1890 году стал профессиональным крикетистом. В 1891 году сыграл в одной команде со своим отцом Ричардом.

## Достижения
«Ноттс Каунти»
- Обладатель Кубка Англии: 1893/94
- Финалист Кубка Англии: 1890/91

Сборная Англии
- Победитель Домашнего чемпионата Великобритании: 1890 (разделённая победа), 1891, 1892